# El viaje de Carol
El viaje de Carol és una pel·lícula de cinema espanyola dirigida per Imanol Uribe el 2002. Basada en la novel·la A boca de noche d'Ángel García Roldán, va arribar a Aiete-Ariane Films i va cridar l'atenció d'Imanol Uribe, que sempre havia somiat amb la possibilitat de realitzar una pel·lícula per a nens i adults. Va tenir molt bona acollida al Festival Internacional de Cinema de Mont-real.

## Argument
Carol, una nena de 12 anys, de mare espanyola i pare nord-americà, viatja per primera vegada a Espanya en la primavera de 1938 en companyia de la seva mare, Aurora, separada del seu pare, pilot en les Brigades Internacionals a qui ella adora. La seva arribada al poble matern transforma un entorn familiar ple de secrets. Armada d'un caràcter rebel, s'oposa als convencionalismes d'un món que li resulta desconegut. La complicitat amb Maruja (Rosa Maria Sardà),una mestra, les lliçons de vida del seu avi Amalio (Álvaro de Luna) i el seu especial afecte per Tomiche (Juan José Ballesta) li obriran les portes a un univers de sentiments adults que faran del seu viatge un trajecte interior estripat, tendre, vital i inoblidable.

## Repartiment
- Clara Lago - Carol
- Juan José Ballesta - Tomiche
- Álvaro de Luna - Amalio
- Mabel Rivera - Manuela
- Celso Bugallo - José
- María Barranco - Aurora
- Rosa Maria Sardà - Maruja
- Carmelo Gómez - Adrián
- Ana Villa - Chana
- Daniel Retuerta - Culovaso

## Premis i nominacions
Medalles del Cercle d'Escriptors Cinematogràfics
| Categoria           | Candidat                         | Resultat |
| ------------------- | -------------------------------- | -------- |
| Millor guió adaptat | Imanol Uribe Ángel García Roldán | Nominat  |

Premis Goya
| Any  | Categoria                    | Persona        | Resultat |
| ---- | ---------------------------- | -------------- | -------- |
| 2002 | millor actriu revelació      | Clara Lago     | Nominat  |
| 2002 | millor direcció de producció | Andrés Santana | nominat  |
| 2002 | millor disseny de vestuari   | Lena Mossum    | nominat  |